# 本町五丁目停留場
本町五丁目停留場（日语：／ Hommachi Gochōme teiryūjō */?）是位於日本愛媛縣松山市的路面電車車站，隸屬於伊予鐵道（伊予鐵），車站編號為28，位處國道196號上。

## 所屬路線
- 伊予鐵道

松山市內線（本町線）
■6號線（本町線）

## 車站結構
本路段為單線路段，左、右兩側各設有1個側式月台，屬對應式設計。佈局和本町線上其他車站相同，以雙線路軌左側乘降的安排分配月台，有效長度為1輛。設施也和鄰站相同，僅設有1支街燈，並配以日語書寫的站名和方向的小型燈箱乙個，也沒有候車座椅，但西側往本町六丁目站方向的月台外圍則裝上舖上鐵絲網的半身圍欄，月台南側附設進出用的斑馬線外圍沒有加上安全欄杆，而各月台前端均與斑馬線連接。

### 月台配置
| 月台 | 路線   | 目的地       |
| ---- | ------ | ------------ |
| 西側 | ■6號線 | 往本町六丁目 |
| 東側 | ■6號線 | 往松山市站   |

## 歷史
- 1962年2月1日：本町線由本町，伸延至本町七丁目，開業[4]。

## 相鄰停留場
伊予鐵道
■6號線
本町四丁目（27）－本町五丁目（28）－本町六丁目（29）